# Ким Филби
Харолод Адриан Расел "Ким" Филби (1. јануара 1912 - 11. мај 1988) био је високи члан британске обавјештајне службе, поред тога био је и двоструки агент прије него што се пребацио у СССР 1963. године. Истовремено је радио као НКВД и КГБ оперативац.

## Биографија

### Младост
Рођен је у Амбали, провинција Пенџап, Британска Индија. Родитељи су му се звали Дора и Џон Филби. Отац му је био члан Индијске цивилне службе, а касније и државни службеник у Месопотамији и савјетник краља Саудијске Арабије Ибн Сауда.

### Беч
У Бечу упознаје Литзи Фридман, која је била задужена за збрињабање избјеглица из нацистичке Њемачке, тог момента се заљубљује у њу. Радио је као курир између Беча и Прага користио је британски пасош како не би био сумњив властима. Поред тога достављао је одјећу и обућу избјеглицама из нацистичке Њемачке. Филби је оженио у фебруару 1934. године Фридманову и његов британски пасош постаје још вриједнији. По свједочанству Генриха Боровика који је радио у совјетском архиву, његов близак сарадник, препоручио је Фридманову и Филбија за рад у КГБ-у тврдећи да су они веома повјерене особе.

## Живот након рата
Када се завршио Други свјетски рат, Филби је постао да води анти-совјетско одјељење МИ6 и постао је карика везивања између британских и америчких шпијуна. По мишљењу многих било му је суђено да постане шеф цијеле службе. Иако је био близу циља ипак није успио након што су му се двојица колега преселила у Москву сазнало се да су они били шпијуни Совјетског Савеза, аутоматски је сумња пала и на Филбија који је под притиском јавности морао да поднесе оставку. Преселио се у Бејрут и радио као дописник "Обзерва" и "Економиста". Након неког времена испоставило се да је био совјетски шпијун од 1930-их и тако слао информације у Москву.

## Смрт
Умро је 1988. од срчаног удара, прије распада државе за коју је радио и коју је волио. Сахрањен је као херој и велики родољуб.